# 星野杏里
星野 杏里（ほしの あんり、1976年6月28日 - ）は日本の元AV女優。

## 略歴
静岡県出身。h.m.pと3年間で30本のリリース契約し95年11月にAVデビュー(実際には23本の作品しか出していない）。当時、芳友社が改名して、全作品にコピーガードをつけ海賊版撲滅キャンペーンを行う中、その第一弾デビューの一人として力が入っていた。
作品内では、その清楚な風貌とは似つかわしくない淫靡で激しいフェラチオから、当時は衝撃的とも言えた口内射精シーンを多数演じるも、ついに最後まで本番（真挿入）を行うことはなかった。h.m.pとの契約終了後はあっさり引退。そのエキゾチックな顔立ちからインド系美人とも言われた。同時期、活躍した小室友里と並ぶ人気女優である。
サンテレビのお色気番組おとなのえほんにも出演し、アシスタントをしていた。
2011年11月、全19作品＋未公開映像を収録したモザイク再編集の保存版DVDを発売。

## 作品

### アダルトビデオ

#### 単体作品
1995年
- 処女宮　第6章（11月28日、ティファニー ITF-026）※デビュー作
- めくり愛、こすり愛（12月26日、ティファニー ITF-028）

1996年
- もう一度濡らして…（1月30日、ティファニー NTF-002）
- アソコだけが知っている（2月27日、ティファニー NTF-004）
- バージン気分でやられたい（4月20日、ティファニー NTF-007）
- レイプなんて怖くない！（5月31日、ティファニー NTF-011）
- もっと開いてよーく見て（6月18日、ティファニー NTF-013）
- 指の先まで感じちゃう（8月30日、ティファニー NTF-021）
- エロティックなおしおきを!（9月30日、ティファニー NTF-024）
- あなたとわたしのミルクセーキ（11月23日、ティファニー NTF-030）
- 口全ワイセツ 22（12月25日、サム NSV-036）

1997年
- 星野杏里・全部見せます（1月10日、芳友舎 ERV00-41）
- ザ・カゲキ（1月29日、サム USV-003）
- うらの裏（2月27日、サム USV-005）
- レイプを待ちわびて（3月31日、サム USV-007）
- やりすぎ家庭教師 6（5月30日、ミスクリスティーヌ UMC-011）
- 淫獣病院・白衣を引き裂いて！（7月30日、ミスクリスティーヌ UMC-014）
- パンティ濡らして待ってます（9月22日、ティファニー UTF-019）
- うずき妻・変態志願（10月27日、ミスクリスティーヌ UMC-021）
- エロに愛された女（11月22日、ティファニー UTF-024）

#### オムニバス単体作品、BESTもの
- 星野杏里16時間 全19作品＋未公開映像収録（2011年11月4日、ティファニー HRDV-01131）
- 星野杏里16時間 vol.2 全9作品＋未公開映像収録（2011年11月21日、ティファニー HRDV-01132）

#### 共演作品
- 桃尻ナースただいま発情中! 変態治療でイカせて 星野杏里 冴木静 桜井綾（1996年3月31日、エイトマン NE-003）全3名
- 女教師乱れ泣き・奴隷遊戯（1996年4月30日、エイトマン NE-004）全12名
- 絶叫！悪夢のSEX学園（1996年6月29日、エイトマン NE-006）全11名
- 集団レイプパニック・獣たち（1996年7月31日、エイトマン NE-007）全4名

#### 編集作品
1996年
- 官能クライマックス イクときはいっしょ！ 嶋田加織 遠峰夏子 野々村まゆ 星野杏里 夕樹舞子（3月12日、ティファニー NTF-005）全5名
- 伝説裸天使アイドル15年史 プルルン編（7月23日、ティファニー NTF-016B）全16名
- 処女宮伝説（10月14日、ティファニー NTF-025）全6名
- AVアイドル大集合！ エロすぐり8連発！！ 極上娘喰いまくり編（12月19日、エイトマン NE-012）全8名

1997年
- おくち自慢の女たち 口内搾り6連汁！（8月25日、サム USV-018）全6名
- どっぴゅん！ コスチューム8連発！（11月22日、ミスクリスティーヌ UMC-023）全8名

1998年
- 七人のナース（11月22日、ミスクリスティーヌ TMC-023）全7名

2000年
- セブン VOL.2 七つの愛の物語（5月21日、ビデオバンク BNK-00022）全7名
- 淫らで卑猥な果実たち Ver.7.0（8月11日、芳友舎J HRDV-00017）全7名
- Tiffany 20 century（12月10日、ティファニー HODV-00060）全36名

2001年
- コスプレ殿堂 5（4月10日、ビデオバンク BNK-00035）全6名
- TIFFANY BEST THE FLOWERS（6月21日、ビデオバンク BNDV-00008）全25名

2002年
- ザ･カゲキ 淫乱爆撃 どしゃぶり愛汁美人 立原貴美 星野杏里（10月21日、ビデオバンク BNK-50009）※「ザ･カゲキ／立原貴美」「ザ･カゲキ／星野杏里」を収録

2003年
- 処女宮 1（1月31日、芳友舎 PJW-001A）全5名
- 『AV 15年史』DVD完全版（3月10日、ビデオバンク BNDV-00104）全92名
- 処女宮〈1988-2003〉（7月21日、ビデオバンク BNDV-00135）全11名
- 騎乗メガファック！！！（12月21日、h.m.p WOM-002）全12名

2004年
- 口全ワイセツ BEST 1（5月21日、サム KSV-006A）全21名

2007年
- 女教師乱れ泣きくずれ（10月31日、ビデオバンク BNDV-80020）※「女教師乱れ泣き/美里真理」「女教師乱れ泣き・奴隷遊戯/星野杏里」を収録 全6名
- 桃尻ズボッ！ナースただいま発情中！（10月31日、ビデオバンク BNDV-80021）※「快尻！ズボット/麻宮淳子」「桃尻ナースただいま発情中!/星野杏里」を収録 全17名
- 悪夢！獣たちのSEX学園（10月31日、ビデオバンク BNDV-80022）※「絶叫！悪夢のSEX学園/星野杏里」「集団レイプパニック・獣たち/星野杏里」を収録 全15名

2009年
- あのアイドルがスーパーリマスターREMIXで甦る ナイスボディ Vol.2（6月21日、ビデオバンク BNDV-00665）全16名
- あのアイドルがスーパーリマスターREMIXで甦る 処女宮完全ベスト8時間2枚組（11月21日、ビデオバンク BNDV-00717）全18名

2020年
- 女教師乱れ泣き シリーズ3作復刻収録版（3月6日、h.m.p HODV-21462）多数出演 ※「女教師乱れ泣き・奴隷遊戯」を含む

2021年
- 青春の90年代オールスター夢の共演8時間（5月7日、h.m.p HODV-21577）全24名

発売年不明
- 星野三姉妹 ミラクル・キューティーズ 星野くるみ 星野杏里 星野ひかる（h.m.p HRDV-10001）全3名

## 雑誌
- オレンジ通信 1996年11月号（表紙）